# Nokia X7-00
Nokia X7 este produsă de compania Nokia.
Specificații de bază sunt bune. Există o cameră de 8MP, 8GB card de stocare microSD inclus (expandabil până la 32GB), GPS, Wi-Fi și HSDPA.

## Design
Nokia X7 vine cu un design dreptunghiular cu patru grile pe fiecare din colțurile sale.
Dispune de un ecran de 4 inchi AMOLED cu o rezoluție de 360 x 640 piexli.
Ecranul dispune de protecția Gorilla Glass care este corupt doar de lumina soarelui de lizibilitate medie.
În față avem  tasta de meniu pe partea de jos, pe partea dreaptă este un rocker de volum și un buton dedicat de declanșare a camerei foto care vă va permite să fixați rapid fotografii. 
Pe stânga avem un capac protejat slot pentru card microSD și un slot pentru card SIM permite hot swap de carduri. 
Dar deschiderea lor se dovedește a fi o provocare chiar și pentru utilizatorul smartphone cel mai experimentat. 
Inginerii de la Espoo au reușit să vină cu un mecanism de deschidere unic, capacele servesc ca ușile din față pentru sertare mici în cazul în care vă puteți pune cărțile.

## Aparat foto și Multimedia
Nokia X7 vine cu o cameră de 8-megapixeli cu dublu bliț LED. se poate tasta de fotografiere fizică pe dreapta.
Nokia X7 permite înregistrări de până la 720p video HD de până la 25fps.
Telefonul vă oferă instrumente de editare.
Fotografiile le puteți decupa, roti, adăuga rame, text și unele efecte de bază în timp ce pentru video adăuga efecte de tranziții și muzică pentru unele videoclipuri.
Suportă fișierele MPEG-4 și DivX / XviD dispune de un radio FM Stereo cu RDS.

## Interfață și funcționalitate
Nokia X7 ruleaza pe un 680 MHz ARM 11 procesor, Broadcom BCM2727 GPU cu doar 256 MB de RAM.
Telefonul vine preinstalate cu jocuri pe cartela microSD inclusă de 8GB Asphalt 5 și Galaxy on Fire.
X7 vine cu suita QuickOffice care permite doar vizualizarea documentelor nu permite editarea.

## Internet și Conectivitate
Modificările Symbian Anna actualizat vine cu un browser refăcut 7.3 cu suport pentru Flash, HTML5 și acceleratație hardware.
Nokia X7 oferă 3G și quad band GSM.
Telefonul vine cu un receptor GPS cu A-GPS, Bluetooth 3.0 cu A2DP și Wi-Fi b/g/n și busolă digitală.

## Specificații
- Procesor ARM11 de 680 MHz
- Ecran de AMOLED capacitiv de 4 inchi
- Cameră de 8 megapixeli cu 2 blițuri LED
- Memorie RAM: 256 MB, ROM: 1 GB
- Sistem de operare Symbian Anna
- Wi-Fi b/g/n
- Bluetooth 3.0 cu A2DP
- Nokia AV de 3.5 mm
- Slot card microSD până la 32 de GB, card de 8 GB inclus